# Brilaroxazin

Strukturformel

Brilaroxazin eller RP-5063 är en atypisk antipsykotika som utvecklats av Reviva Pharmaceuticals. Det gick in i klinisk prövning Fas III i maj 2015. Brilaroxazin har en kemisk struktur väldigt lik Aripiprazol (Abilify) men med ersättande av istället en kolatom så är det en syreatom. Det är också kemiskt besläktat med Brexpiprazol (Rexulti) och Kariprazin (Vraylar).
Medlet är tänkt att behandla schizofreni, schizoaffektivt syndrom, depression, psykos under Alzheimers sjukdom, psykos under parkinsons sjukdom och hyperaktivitet vid autism.